# Acrotritia brasiliana
Acrotritia brasiliana är en kvalsterart som först beskrevs av Sandór Mahunka 1983.  Acrotritia brasiliana ingår i släktet Acrotritia och familjen Euphthiracaridae. Inga underarter finns listade i Catalogue of Life.